# Jürgen Rohwer
Jürgen Rohwer, né le 24 mai 1924 et mort le 24 juillet 2015, est un historien militaire allemand et professeur d'histoire à l'Université de Stuttgart. Rohwer a écrit plus de 400 livres et essais sur l'histoire navale et le renseignement militaire de la Seconde Guerre mondiale, ce qui lui a valu une reconnaissance mondiale en tant qu'historien de premier plan.

## Biographie
Rohwer est né à Friedrichroda en Allemagne . Après avoir quitté l'école en 1942, Rohwer entre dans la Kriegsmarine en tant que candidat officier (équipage VI/42). Pendant la Seconde Guerre mondiale, il sert sur plusieurs navires de guerre allemands, par exemple le destroyer Z24, le Sperrbrecher 104/Martha et le dragueur de mines M-502. Après la fin de la guerre, il quitte l'armée et étudie l'histoire à l'Université de Hambourg. Pendant ce temps, il entre en contact avec Günther Hessler et est chargé par la Royal Navy britannique d'écrire un rapport officiel sur la guerre des U-boot 1939-1945.
En 1954, il obtient son doctorat à l'Université de Hambourg pour sa thèse sur les relations germano-américaines de 1937 à 1941. En 1959, il devient directeur de la Bibliothek für Zeitgeschichte à Stuttgart. Au cours de son mandat, la bibliothèque est devenue une institution de renommée internationale pour l'histoire militaire et en particulier la guerre en mer. Dans les années 1970, Rohwer a fait des recherches sur l'histoire de la cryptanalyse pendant la Seconde Guerre mondiale et en particulier sur le décodage d'Enigma par les scientifiques britanniques et polonais,. En coopération avec la Bibliothek für Zeitgeschichte et l'Université de Stuttgart, le congrès "Der Mord an den europäischen Juden" ( Le meurtre des Juifs d'Europe ) a lieu en mai 1984. En collaboration avec Eberhard Jäckel, Rohwer publie le livre "Der Mord an den Juden im Zweiten Weltkrieg. Entschlußbildung und Verwirklichung", qui contient les contributions les plus importantes du congrès. Jürgen Rohwer prend sa retraite en 1989. Il meurt à Weinstadt.

## Ouvrages
- (de) Jürgen Rohwer, Die Versenkung der jüdischen Flüchtlingstransporter Struma und Mefkure im Schwarzen Meer (Februar 1942, August 1944): historische Untersuchung, Frankfurt/Main, Bernard & Graefe, 1965 (OCLC 910515)
- (de) Jürgen Rohwer, Die U-Boot-Erfolge der Achsenmächte 1939–1945, München, Lehmann, 1968 (OCLC 464537651)
- Jürgen Rohwer, The Critical Convoy Battles of March 1943: The Battle for HX.229/SC122, Annapolis, US Naval Institute Press, 1977 (ISBN 0-87021-818-2, lire en ligne)
- Jürgen Rohwer, Axis submarine successes: 1939–1945, Annapolis, Naval Institute Press, 1983
- Jürgen Rohwer, Allied submarine attacks of World War Two: European Theatre of Operations 1939–1945, London, Greenhill Books, 1997 (ISBN 1-85367-274-2)
- Jürgen Rohwer, Chronology of the War at Sea, 1939–1945: The Naval History of World War Two, Annapolis, US Naval Institute Press, 2005 (ISBN 1-59114-119-2, OCLC 936659254)
- (de) Jürgen Rohwer et Gerhard Hümmelchen, Chronik des Seekrieges 1939–1945, Oldenburg, Stalling, 1968
- (de) Jürgen Rohwer, Die Funkaufklärung und ihre Rolle im Zweiten Weltkrieg, Stuttgart, Motorbuch Verlag, 1979
- (de) Der Mord an den Juden im Zweiten Weltkrieg: Entschlussbildung und Verwirklichung, Stuttgart, Deutsche Verlags-Anstalt, 1985 (ISBN 3-421-06255-2)
- Jürgen Rohwer et Mikhail S. Monakov, Stalin's Ocean-Going Fleet: Soviet Naval Strategy and Ship Building Programs 1935–1953, London, Cass, 2001 (ISBN 0-7146-4895-7)